# 公園通り (松本市)

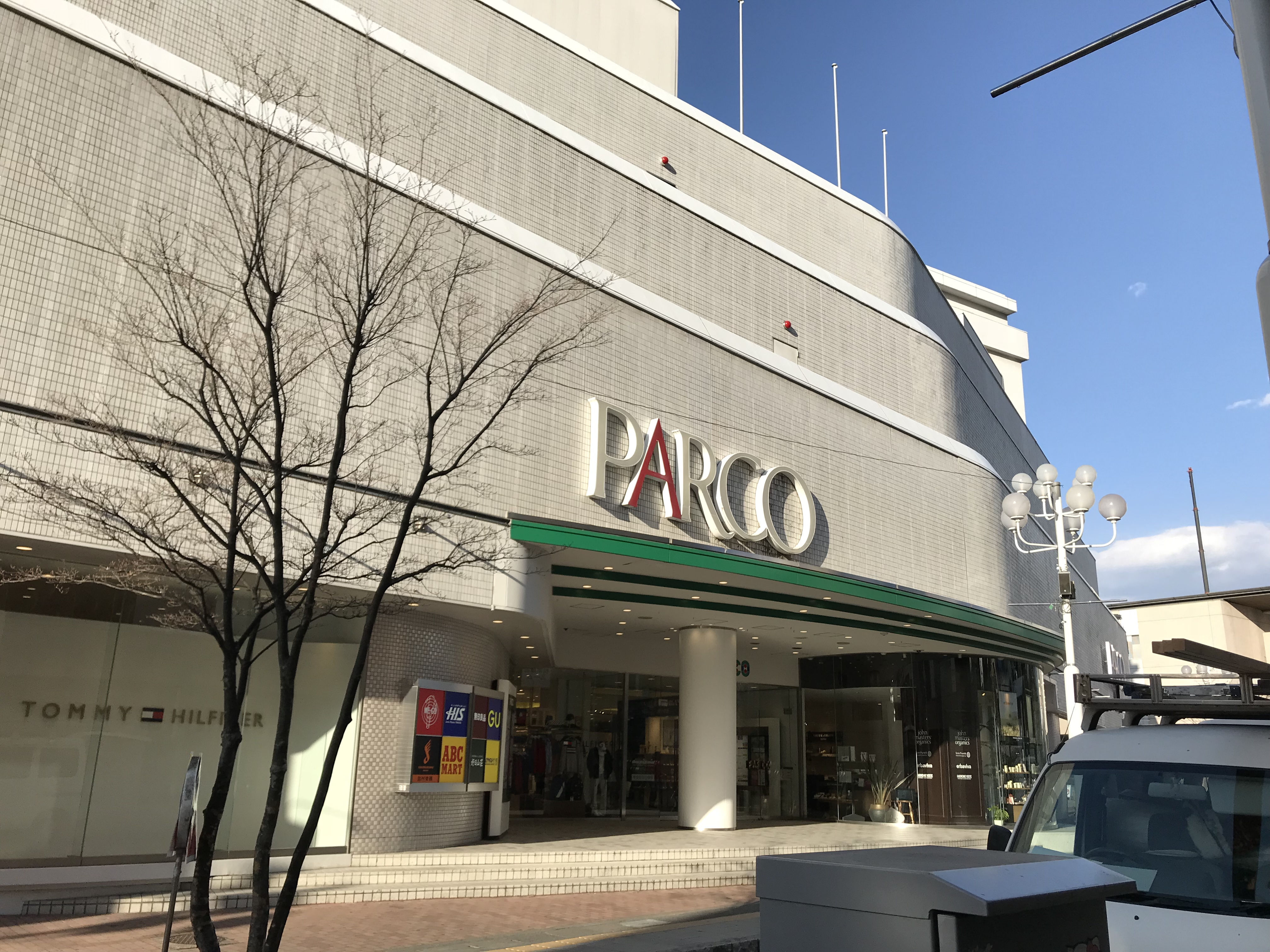
松本パルコ

公園通り（こうえんどおり）は長野県松本市の松本駅前広場と本町通りを結ぶ街路。細街路だがカラー舗装や電線地中化なども行われている。歩行者が多く自動車の通行は困難。短い通りだが、若者向けの店などが多く集まり松本市の中で最も繁華な街路の一つである。

## 沿道
- 松本駅
- 長野県道23号松本停車場線（通称：駅前通り）
- しらかば大通り
- 松本中央通り
- セブン-イレブン
- ドトールコーヒー
- 花時計公園
- 松本パルコ
- 開運堂本店